# Wappen Andalusiens
Das Wappen Andalusiens, einer spanischen Autonomen Gemeinschaft, wurde mit dem Ley 3/1982 vom 21. Dezember 1982 vom andalusischen Parlament angenommen.  Es ist nicht wirklich ein Wappen, da ihm der zentrale Wappenschild fehlt, sondern eher als Emblem zu bezeichnen. Andalusien ist damit die einzige Autonome Gemeinschaft ohne ein heraldisches Wappen. Schöpfer des Emblems war der Essayist, Notar und Politiker Blas Infante Pérez de Vargas (*5. Juli 1885 in Casares - †11. August 1936 in Sevilla), der von Militärputschisten am Beginn des spanischen Bürgerkriegs hingerichtet wurde.

## Beschreibung
Die Figur des mythischen Helden Herakles steht zwischen den beiden Säulen des Herakles. Als Umhang trägt er das Fell des Nemëischen Löwen um seine Schultern und Hüften. Er wird rechts und links von zwei goldenen Löwen begleitet, der (heraldisch) rechte in geduckter, der (heraldisch) linke in abwehrbereiter Haltung. Die Säulen überbrückt ein Bogen in den andalusischen Farben Grün-Weiß-Grün, mit der lateinischen Devise in goldener Inschrift: „DOMINATOR HERCULES FUNDATOR“ (dt.: „Herrscher Herkules der Gründer“).
Säulen und Figuren stehen auf einen goldgerahmten Postament, ebenfalls in den andalusischen Farben, mit der dreizeiligen goldenen Inschrift in Spanisch „ANDALUCÍA POR SÍ, PARA ESPAÑA Y LA HUMANIDAD“ (dt.: „Andalusien für sich selbst, für Spanien und für die Menschheit“).

## Historie
Auch Blas Infante Pérez de Vargas sah das Wappen Andalusiens nicht als Wappen im klassischen heraldischen Sinn, sondern als "Insignie", d. h. als Signal für die Einigung Andalusiens. Er verwendete viele Symbole aus dem Wappen der Stadt Cádiz, doch die Versammlung der Andalusischen Provinzen in Ronda vom Januar 1918 nahm es dennoch als repräsentativ für ganz Andalusien an. 1922/23 wurde vom Centro Andaluz de Madrid die Inschrift des Postaments, die in der Urfassung mit "ANDALUCIA PARA SÍ" begonnen hatte, in "ANDALUCIA POR SÍ" abgeändert, um das wichtigste Ziel der Selbstbestimmung Andalusiens zu betonen.